# Si Abdelghani
Si Abdelghani est une commune de la wilaya de Tiaret en Algérie.